# Штурман Дора Мойсеївна
Дора Мойсеївна Шток, у шлюбі Тіктіна, псевдонім Штурман (3 березня 1923, Харків — 4 січня 2012, Ізраїль) — ізраїльська літературознавиця, політологиня, публіцистка, історикиня літератури.

## Біографія
Народилася в 1923 році в Україні, у Харкові. Дитинство провела в Запоріжжі, де батько Мойсей Юхимович Шток працював лікарем. У 1933 році, після смерті батька, з молодшим братом Теодором і матір'ю Розалією Мойсеївною Шток (до шлюбу Штурман) переїжджає в Харків. Там успішно навчається в школі, закінчує її з відмінними оцінками і вступає до Харківського університету на філологічний факультет. Вона встигає закінчити перший курс до початку німецько-радянської війни. Сім'я евакуювалася в Казахстан і Дора Мойсеївна Шток (Штурман — її літературний псевдонім, взятий у пам'ять матері) продовжує навчатися на філологічному факультеті Алма-Атинського університету.
У 1944 році Дору Штурман заарештовують і визнають винною в «участі в підпільному антирадянському угрупованні, зайнятому контрреволюційною підривною діяльністю» за статті про Пастернака і Маяковського. З двома студентами, її друзями (Марк Черкаський і Валентин Рабинович) вона опиняється засудженою на 5 років ув'язнення за статтею 58, 10-11 (групова антирадянська агітація). Проводить у таборі 4,5 роки, але потім звільнена за амністією матерів з грудними дітьми. Як виявилося пізніше, амністія не стосувалася політув'язнених, про що повідомили через кілька днів, але начальник табору скористався помилкою в отриманому наказі і поспішив звільнити Штурман з грудною дочкою в найкоротший термін, за що вона була вдячна йому все життя.
Вийшовши на свободу, Дора Штурман повертається в Харків. Там вона заявляє в міліцію, що сумка з документами вкрадена, отримує «чистий» паспорт і їде працювати вчителькою у школу села Погоди Лозівського району Харківської області. До 1962-го року вона працює викладачкою російської мови і літератури в сільських школах різних районів Харківської області (Князево, Краснопавлівка, Гинеївка, Шелудьківка). Їй довелося викладати і історію, і французьку, і німецьку мови. 10 років запорізького дитинства з приватними викладачами мов, звичка багато читати і вроджені здібності допомагали їй у багатьох життєвих ситуаціях. У Шелудьківській середній школі вона стає спочатку завучкою, а потім і директоркою. Активно бере участь у громадському, просвітницькому та культурному житті села. Після хрущовської відлиги вона погоджується вступити в партію, куди її давно і активно запрошували. Про судимості вона не повідомляє.
У 1962-му році Штурман захворіла кістковим туберкульозом. Відбувається розрив з першим чоловіком, і Дора повертається до Харкова до матері. Працює вихователькою в старших класах дитячого протитуберкульозного санаторію, потім заступницею директора Харківського Будинку Вчителя, одночасно викладає на абітурієнтських курсах.
В цей період в Харківський КДБ приходить лист з Алмати про зняття судимості з Дори Штурман за повною відсутністю складу злочину. Харківський КДБ розшукує Дору Шток, щоб повідомити їй про повну реабілітацію, і з цією метою передає її справу в райком партії. Однак райком знаходить доречним виключити виправдану людину, яка не вчинила ніякого злочину, з партії за «приховування» вже знятої судимості. Через деякий час Штурман пропонують подати апеляцію про відновлення в партії, але в цей період письменниця була вже налаштована так, що свій вступ в партію розцінювала як помилку. Через це вона вирішила не подавати апеляцію про відновлення.
Всі роки роботи в селі Дора Штурман не припиняла писати. Писала вірші, нариси, намагалася відновити свої роботи, за які була заарештована. Все написане було сховане у друзів і родичів.
Переїхавши до Харкова, Штурман зайнялася дослідженнями, пов'язаними з марксизмом, економікою, політикою в СРСР. Свою першу книгу «Наш новий світ» вона опублікувала в самвидаві під псевдонімом "Богдан".
У 1977 році Дора Штурман репатріювалася до Ізраїлю.
Перші 8 років життя в Ізраїлі Штурман працювала в дослідницькому центрі на факультеті славістики при Єрусалимському університеті, де була написана велика стаття про середню освіту в школах СРСР. У 1988 р. ця стаття була розширена, перекладена англійською і видана у Великій Британії (The Soviet Secondary School. Routledge P. H., London and New York, 1988). Російською книга називалася «Советская средняя школа 1949-62 гг.», 109 стор. Видавництво університету в Єрусалимі. 1978 р.
Паралельно з дослідженнями в Єрусалимському університеті Дора Штурман вела активну роботу по темах, не пов'язаних зі школою. Так, книгу «Наш новий світ. Теорія. Експеримент. Результат» потрібно було перетворити на рукопис і знайти видавця. Вона була видана у самвидаві і привезена в Ізраїль з Харкова у мікрофільмах, захованих у транзистор. Книга була присвячена системному аналізу теорії та практики соціалізму і вийшла в друк першим виданням у 1981 році. Друге (доповнене) видання було опубліковано у 1986 р.
З 1978 по 1981 Штурман співпрацювала з журналом «Час і ми» (головний редактор і засновник журналу — Віктор Перельман) як член редакційної колегії журналу, а з 1981 року стає заступницею головного редактора та завідувачкою ізраїльського відділення журналу.
Значний внесок Дора Штурман зробила і у видання збірки «Євреї в культурі російського зарубіжжя» (видавець і упорядник М. Пархомівський), в який увійшли її статті: «Про приналежності Homo Novus», «Коли я повернуся…» (стаття присвячена поету Олександру Галичу). Область інтересів Дори Штурман була широкою і різноманітною. Вона вміла знаходити зв'язки і аналогії між такими областями, як історія, політика, економіка, художня література, психологія і навіть фольклор.
Так, наступна її книга «Мертві хапають живих. Читаючи Леніна, Бухаріна, Троцького» (560 сторінок. 1982 р. Російською мовою. Видавництво «OPI». Лондон), є текстологічним аналізом світобачення, політики та психології головних вождів російського комунізму.
І в еміграції продовжуючи жваво цікавитись літературним і суспільно-політичним життям в СРСР, Штурман публікує безліч статей в періодиці (деякі з них згодом були видані в окремих збірниках статей). Вона веде жваве листування з видавництвами і редакціями, письменниками і поетами, допомагає молодим авторам. Виникає широке коло друзів і знайомих, серед яких і ті, з ким здружилася ще в молодших класах школи. Також продовжувала спілкуватись з тими, з ким навчалася в харківській школі 105, в університеті, і з колегами на літературному терені. В її епістолярну спадщину увійшло листування з Наумом Коржавіним, з Сергієм Довлатовим, з Романом Гулем, з Олександром Солженіциним, з Ніною Карсов і багатьма іншими.
У листуванні з професором Алма-Атинського університету Олександром Жовтисом у Штурман виникла ідея звернутися в КДБ Казахстану за матеріалами, відібраними у Дори Шток при арешті. Документи були отримані. Після майже 50-ти років списані пожовклі шкільні зошити повернулися до власниці. «Діти утопії. Фрагменти ідеологічної автобіографії» — так називає Штурман свою роботу про знову прочитані чернетки.
Чоловік Дори Штурман Сергій Тіктін брав активну участь і був її помічником у роботі над усіма книгами.
У 80-90-ті роки Штурман публікується в Ізраїлі і у Великій Британії, Росії та США. Найбільш відомими стали «Мертві хапають живих. Читаючи Леніна, Троцького, Бухаріна», «Радянський Союз в дзеркалі політичного анекдоту», «Місту і світу», «Економіка катастроф», «Про вождів російського комунізму».
Штурман є авторкою 15 книг і більш ніж 400 статей в різних наукових та публіцистичних виданнях, членкинею спілки письменників Ізраїлю, однією з найвідоміших у світі дослідників радянського тоталітаризму.
Померла 4 січня 2012 року в селищі Кфар-Йона.

### Книги
- "Радянська середня школа 1949-62 рр." (109 стор., вид. Єврейського університету в Єрусалимі., 1978 р.)
- «Наш новий світ. Теорія. Експеримент. Результат» (перше видання, 367 сторінок, 1981 р.) Видавництво «Лексикон». Єрусалим. Видання друге, виправлене і доповнене. 464 стр., 1986 р. Видавництво «Експрес», Єрусалим — системний аналіз теорії та практики соціалізму.
- «Мертві хапають живих. Читаючи Леніна, Бухаріна, Троцького» (560 стор., 1982 р., видавництво «OPI», Лондон) Текстологічний аналіз світобачення, політики та психології головних вождів російського комунізму.
- «Земля за пагорбом» (255 стор., 1983 р., видавництво «Ермітаж», США) Збірник статей про видатних діячів російського дисидентства і непідцензурної літератури.
- «Місту і світу. Публіцистика Солженіцина» (432 стор., 1988 р., видавництво «Третя хвиля», Париж — Нью-Йорк) Аналіз публіцистики Солженіцина.
- «В. І. Ленін» (160 стор., 1989 р., видавництво «ІМКА-Прес», серія «Що потрібно знати про?», Випуск III, Париж) Аналіз поглядів, діяльності і психології Леніна 1917—1923 рр.
- «Радянський Союз в дзеркалі політичного анекдоту» (у співавторстві з С. Тіктіним) (вид. I-е, 468 стор., 1985 р., видавництво «OPI», Лондон); (вид. II-е виправлене і доповнене, 543 стор., 1987 р.) Видавництво "Експрес", Єрусалим  Збори політичних анекдотів 1920-х — 1980-х рр., з науковим аналізом кожного тематичного циклу.
- «Радянська середня школа» (англійською мовою, 313 стор., видавництво «Рутледж», Лондон  — Нью-Йорк, 1988 р.)
- «Марксизм: наука чи утопія?» (161 стор., видавництво «ОРІ», Лондон)
- «Моя школа» (151 стор., 1990 р., видавництво «OPI», Лондон) Автобіографічні нариси.
- «Економіка катастроф» (у співавторстві з С. Тіктіним) (190 стор., видавництво «OPI», Лондон)  Системний аналіз радянської економіки 1980-х років, Чорнобильської катастрофи та її наслідків.
- «Про вождів російського комунізму. Книга перша" (414 стор.); Книга друга (344 с.) Серія «ДНРІ». (дослідження новітньої російської історії) Т. 10, Під загальною редакцією А. Солженіцина. Видавництво «ІМКА-Прес»
- «Сучасники» (у співавторстві з С. Тіктіним) (476 стор., видавництво «Ліра», Єрусалим)

### Вибрані нариси та есе
- Остання операція професора Бенди. «Огляд» (Аналітичний ж-л газети «Російська думка») 1985, N 15, стор. 29 — 35, Париж.
- Ні меду мені твого, ні укусу твого. «22 Москва — Єрусалим» 1985, N 42, стор. 136—169, Тель-Авів.
- Про національні фобії. «22 Москва — Єрусалим», 1989, NN 68-69, Тель- Авів.
- Роздуми на крутому схилі. Альманах «Стрілець» N 1(61), с. 189—212. — Джерсей-Сіті — Париж: Вид. «Третя хвиля». — 1989.
- На кінець дива. «Нове Російське Слово» 24-25-26-27-30.IV. 1990. Нью-Йорк.
- Солженіцин: Росія минулого і майбутнього «Російська думка» N 3906, 29.XI.1991. Париж.
- Цикл Герої ленінського заповіту. ж-л «Посів» 1991, NN 2 — 5; 1992, NN 1 — 6. Франкфурт-на-Майні.
- Опозиція як стрижень позиції. «Російська думка» N 3928, 8.V. 1992.
- Як переможцям перемогти?. «Нове Російське Слово» 27.XI.1992.
- Вони відали, «Новий світ». М., 1992, N 4, стор. 239—250.
- Людства сон золотий. «Новий світ», М., 1992, N 7, стор. 121—153.
- Чи зупинимо Червоне колесо?. «Новий світ», М., 1993, N 2, стор. 144—171
- Біля краю безодні. «Новий світ», M., 1993, N 7, стор. 214—232.
- У пошуках універсальної свідомості. «Новий світ», М., 1994, N 4, стор. 133—184.
- Діти Утопії. «Новий світ» М., 1994, N 9, стор 181—205 і N 10, стор. 162—195.